# بيننيماس
بيننيماس Binnenmaas  هي مدينة وبلدية غرب هولندا، في مقاطعة جنوب هولندا.

## طوبوغرافيا
خريطة طوبوغرافية هولندية لبلدية بيننيماس، يونيو 2015، (تقرأ بعد ثلاث نقرات على الخريطة).

## أعلام
- كيس فيركيرك